# Eremochelis kastoni
Eremochelis kastoni är en spindeldjursart som beskrevs av Verner Hawsbrook Rowland 1974. Eremochelis kastoni ingår i släktet Eremochelis och familjen Eremobatidae. Inga underarter finns listade i Catalogue of Life.